# 日本テニス事業協会
公益社団法人日本テニス事業協会（にほんテニスじぎょうきょうかい,英語: Japan Tennis Industry Association,略称:JTIA）は、日本国内におけるテニス事業者による組織である。

## 歴史
- 1988年 - 日本テニスクラブ連盟として設立[1]。
- 1992年 - 公益法人化[1]。
- 2009年 - 日本テニス協会などとともに日本テニス連合結成に参加[2]
- 2012年 - 公益社団法人に認可される[1]。

## 主な主催大会・イベント
- 東京都知事杯有明チームテニスコンペティション
- 有明の森スポーツフェスタ

## 役員
- 会長：大久保清一
- 副会長：増井範男、栗山雅則、大西雅之（ノアインドアステージ株式会社）
- 常務理事：新堀丘、金田彰、吉田好彦